# Kloster Văratec

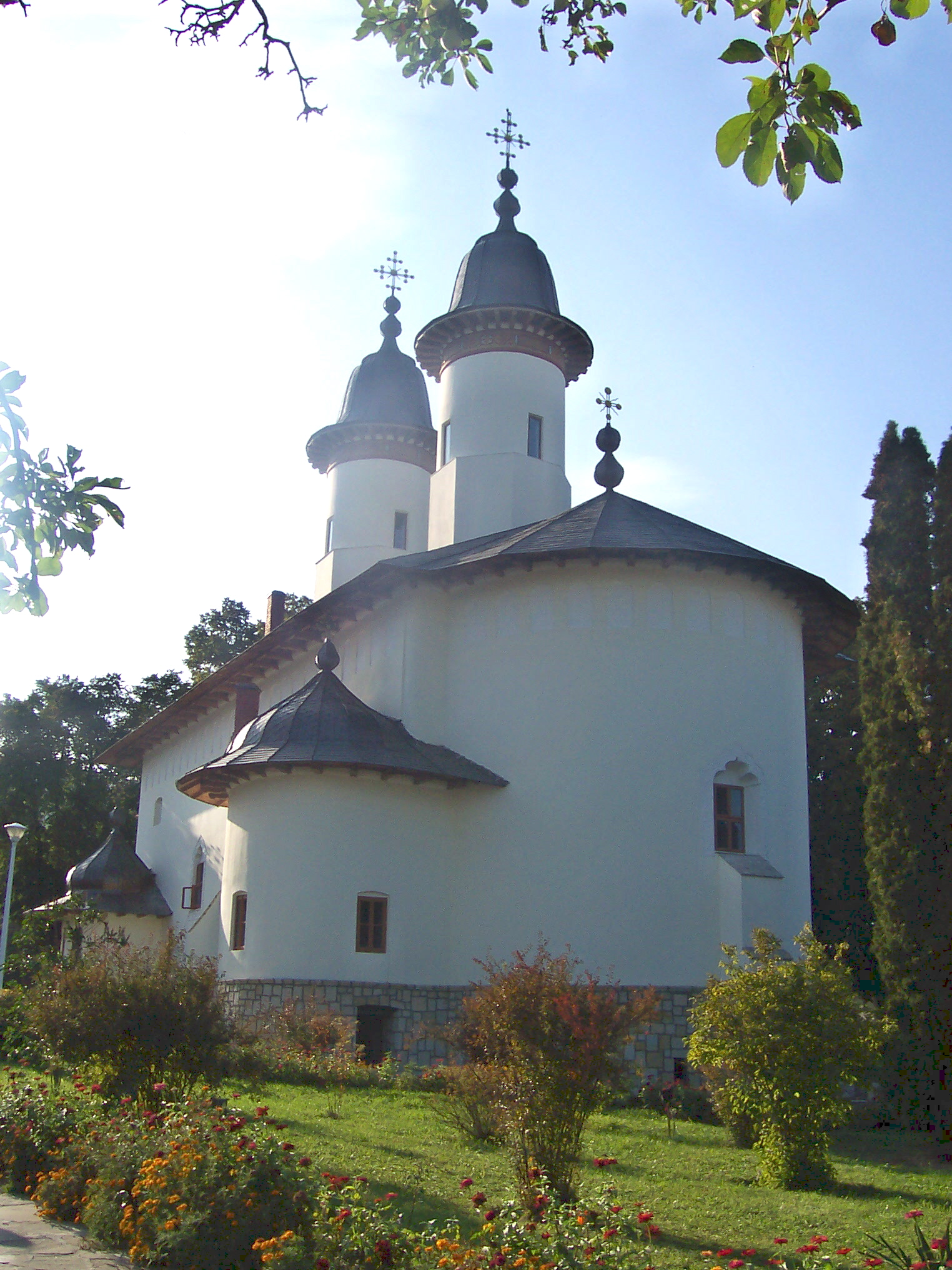
Kloster Văratec

Das Kloster Văratec liegt im Nordosten von Rumänien rund 40 km von Piatra Neamț entfernt im Kreis Neamț.

## Geschichte
Die heutige Kirche des rumänisch-orthodoxen Nonnenklosters wurde in der Zeit von 1808 bis 1812 an der Stelle einer kleinen Holzkirche aus dem 16. Jahrhundert erbaut. Später errichtete man auf dem Klostergelände die Himmelfahrtskirche, die Johannes-der-Täufer-Geburtskirche, die Umgestaltungskirche und die Sankt-Nikolaus-Kapelle. Im Unterschied zu anderen Klöstern in der Umgebung ist die Kirche nicht von einer Festungsmauer und einem kompakten Gebäudekomplex umgeben.
Im Klosterkomplex befinden sich das Grabmal der Veronica Micle, der Freundin Mihai Eminescus, und ein Museum mit wertvollen Dokumenten über die Moldau des 16. bis 18. Jahrhunderts. Rund um die Hauptkirche stehen zahlreiche kleine Einzelgebäude, in denen die Nonnen wohnen. Im Kloster wohnten zeitweise bis zu 1000 Nonnen.
Die naturnahe Lage des Klosters hat viele Schriftsteller und Poeten anzogen. Im Kloster lebten und arbeiteten Personen wie Mihai Eminescu, Garabet Ibrăileanu, Gala Galaction und Calistrat Hogas.

## Bildergalerie

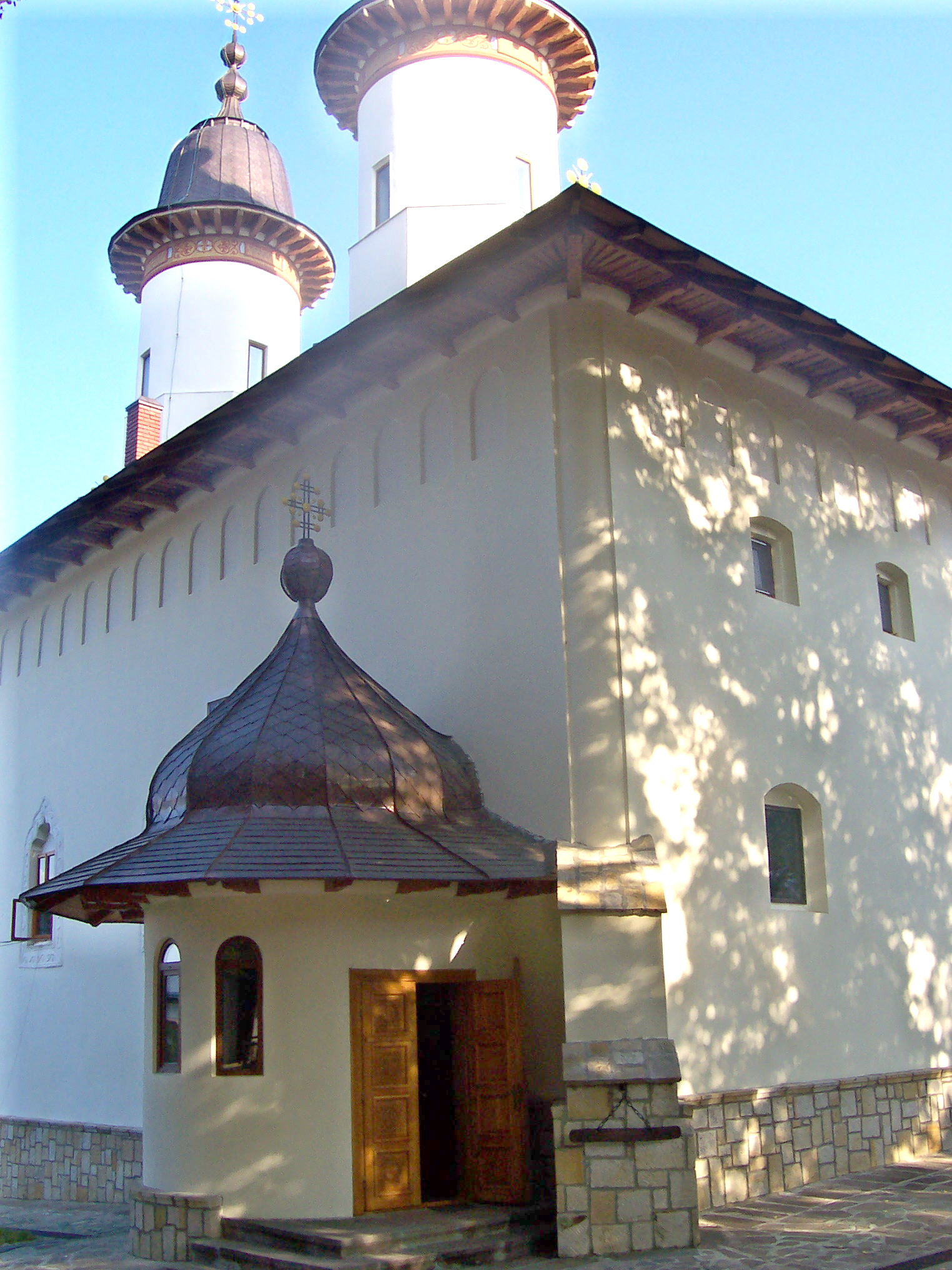
Eingang
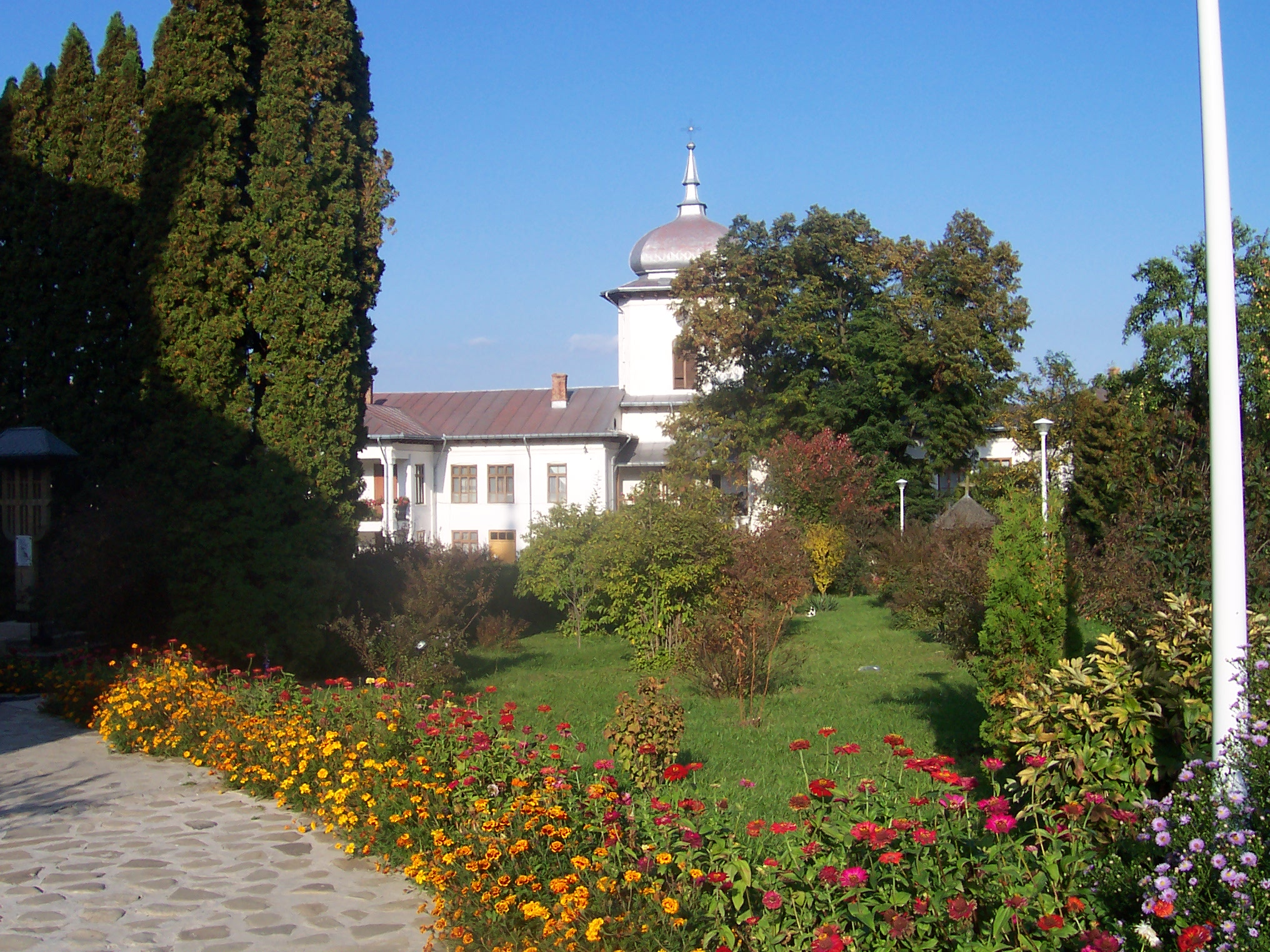
Garten
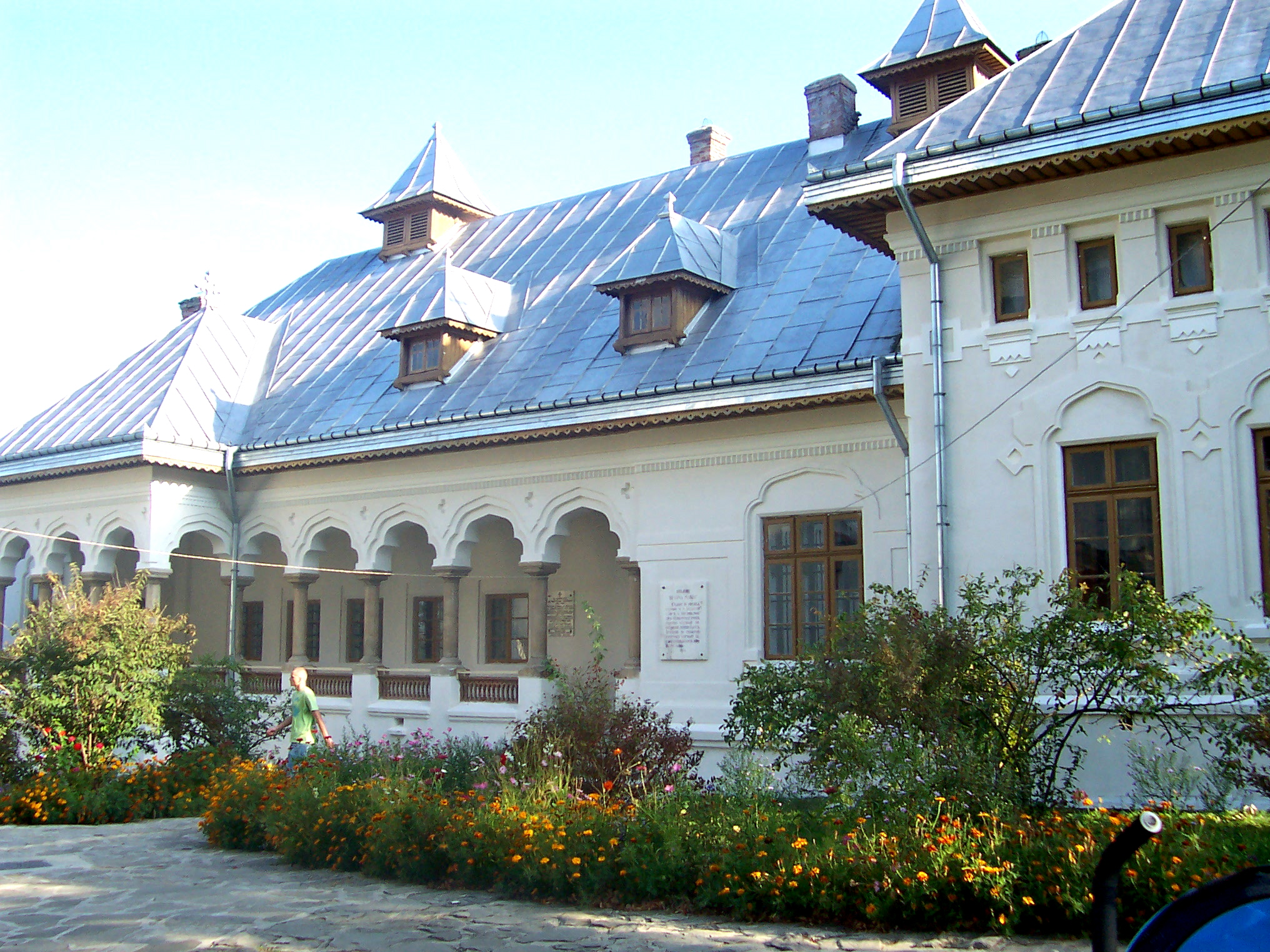
Innenhof
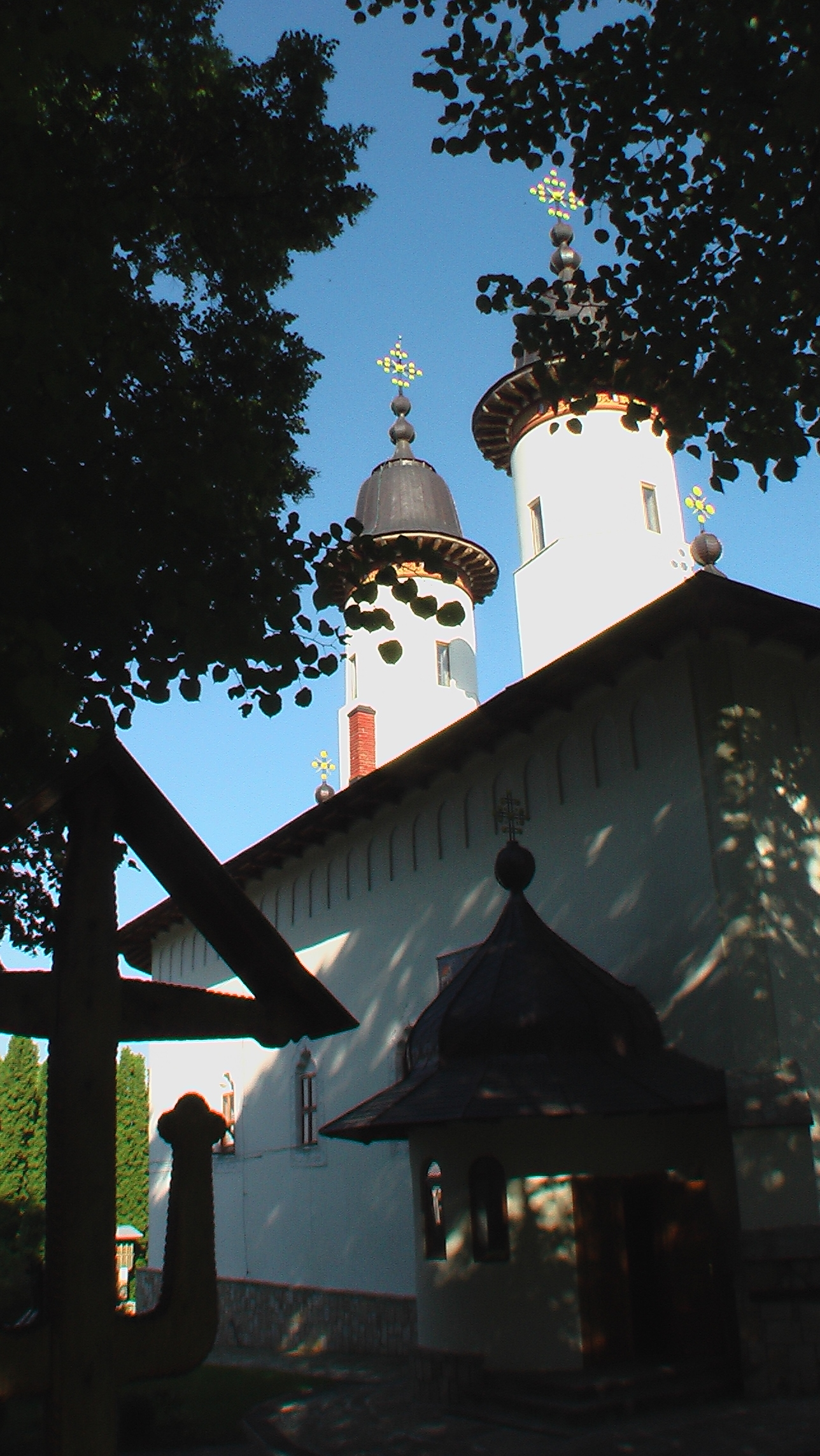
Ansicht 2012
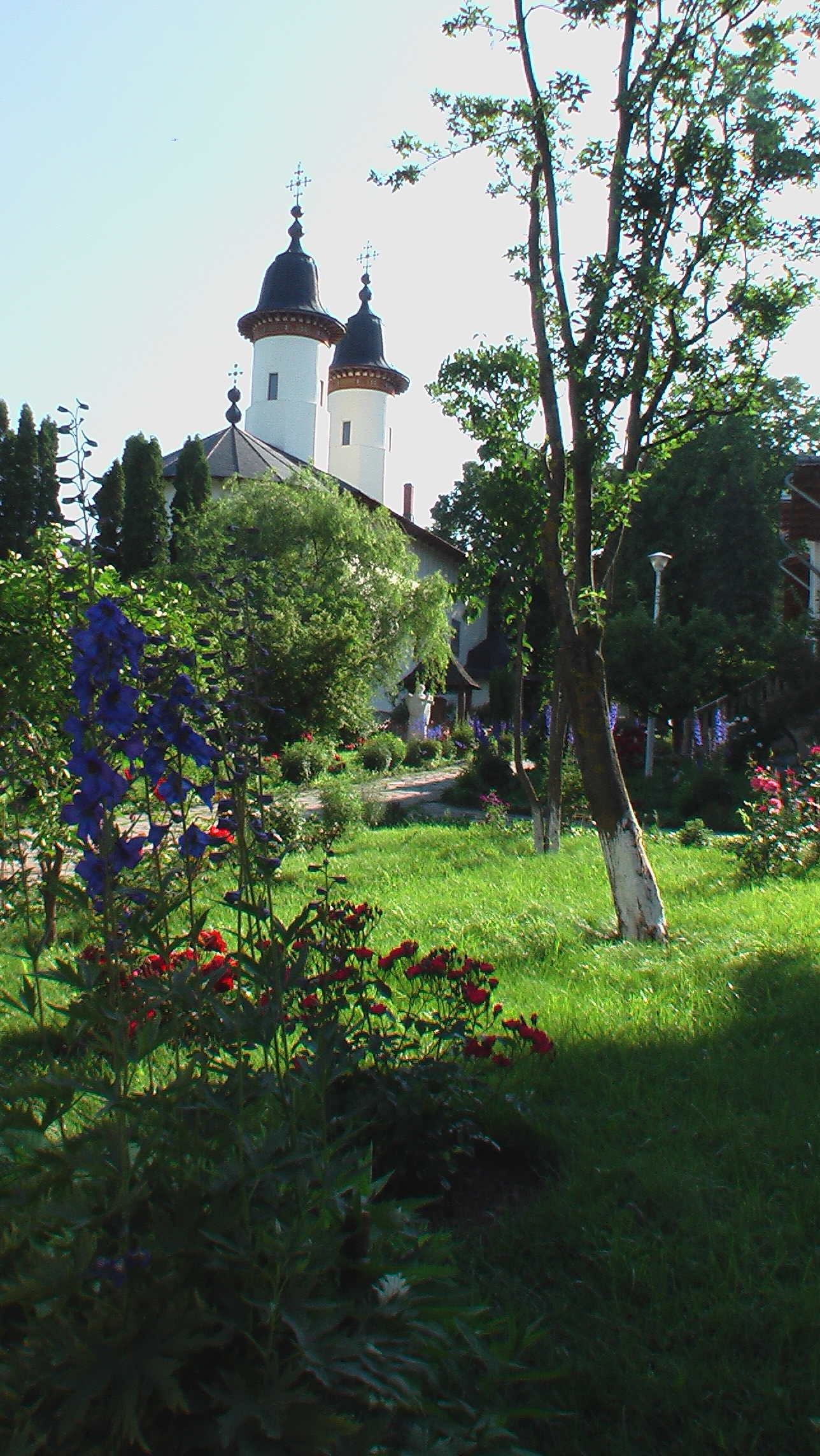
Ansicht 2012
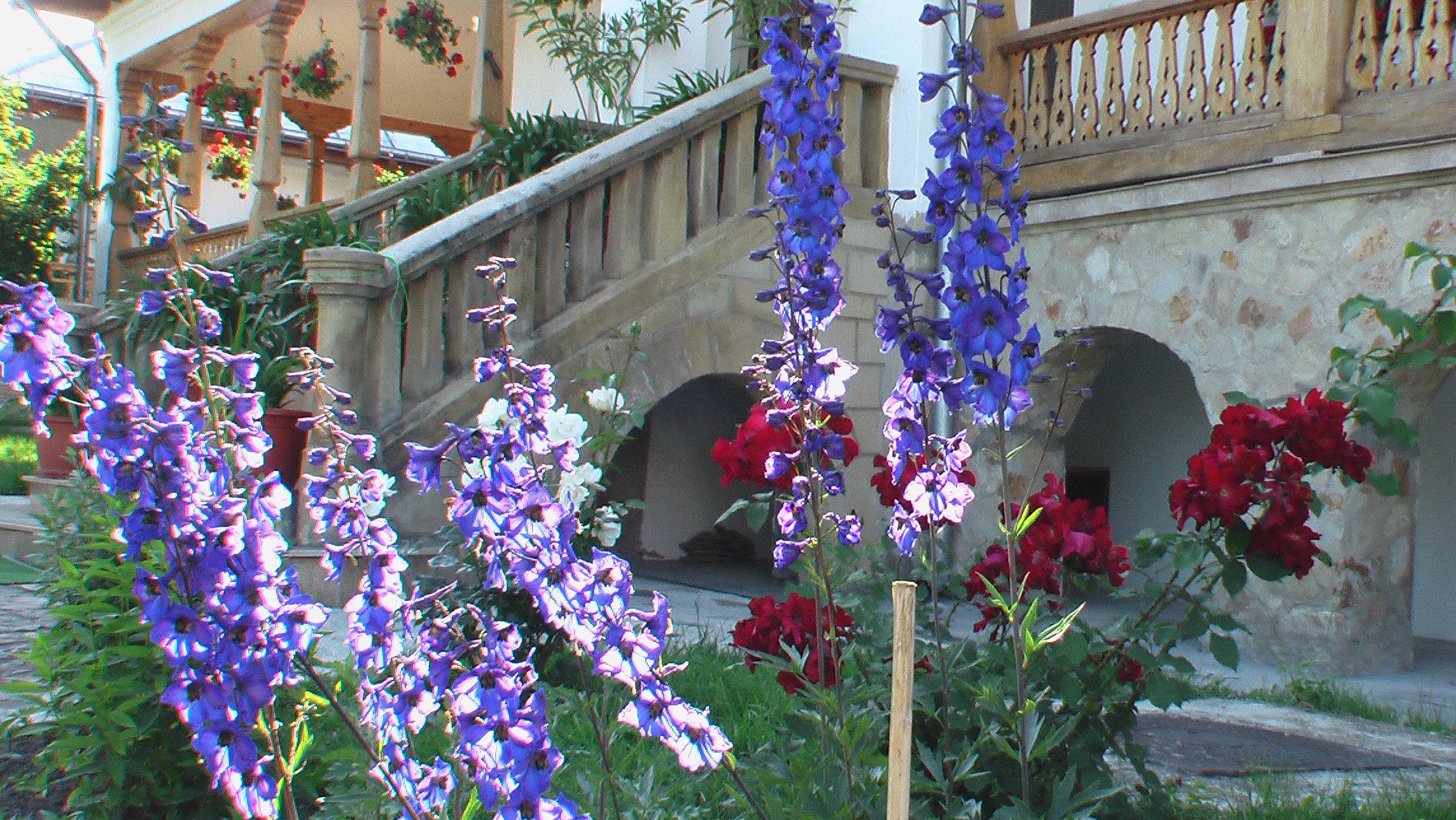
Ansicht 2012
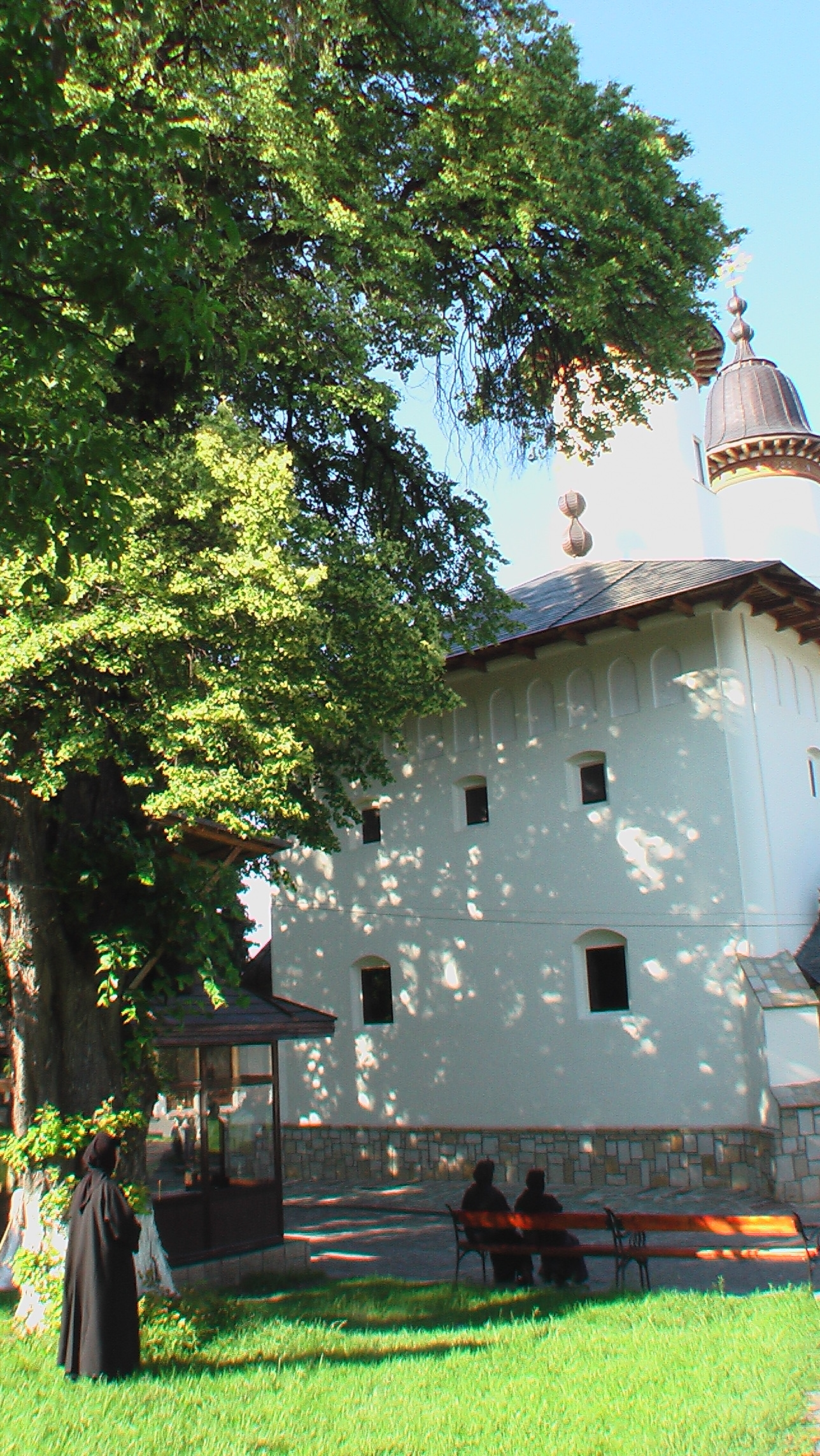
Ansicht 2012